# Prats (Canillo)
Prats es un pueblo de Andorra, perteneciente a la parroquia de Canillo. Está situado a 1565 m s. n. m., a la derecha del torrente del Forn, en una cuesta que domina la orilla izquierda del Valira de Oriente, a medio camino entre Meritxell y Canillo.
En 2015 tenía 51 habitantes.

## Patrimonio
En este lugar se encuentra la iglesia románica de Sant Miquel de Prats.